# 18 Greatest Hits
18 Greatest Hits es el tercer álbum recopilatorio de la cantante alemana Sandra, publicado en 1992.

## Contenido del álbum
18 Greatest Hits contenía todos los sencillos que Sandra había publicado hasta entonces desde su éxito con «(I'll Never Be) Maria Magdalena» en 1985. Estaban presentados en riguroso orden cronológico, y solo faltaba «I Need Love», sencillo perteneciente al álbum Close to Seven y que se había publicado en abril del mismo 1992 sin conseguir entrar en ninguna lista musical de éxitos. 
La canción «Johnny Wanna Live», publicada previamente en el álbum Paintings in Yellow, recibió nuevos arreglos musicales para ser editada como sencillo e incluirse en el 18 Greatest Hits. El tema, coescrito por Frank Peterson y más tarde rehecho por su entonces novia Sarah Brightman para su álbum Dive (1993), fue un alegato en contra del maltrato a los animales. El vídeo musical fue dirigido por Howard Greenhalgh, y mostraba imágenes impactantes de maltrato hacia los animales. En una entrevista en Suecia, Sandra explicó el origen de la canción al citar su desaprobación en que la gente se vistiera con abrigos de piel de origen animal. 

## Recibimiento
18 Greatest Hits alcanzó el top 10 tanto en Alemania como en Francia. Recibió un disco de oro por la cantidad de ventas que alcanzó en Alemania. Este álbum marcaría el fin del más exitoso periodo de la carrera en solitario de Sandra como cantante.
En 1993 Sandra estrenó una nueva versión techno de «María Magdalena» con un vídeo musical de corte futurista, pero no tuvo éxito. Llegó al número 8 solo en las listas de Finlandia.

## The Essential
18 Greatest Hits se volvió a editar con un nuevo diseño y portada en marzo de 2003 bajo el título de The Essential. Contenía una breve biografía de Sandra y una reseña de sus álbumes anteriores. El listado de canciones era idéntico al 18 Greatest Hits, con la única diferencia de llevar protección anticopia.

## Lista de canciones
| N.º   | Título                         | Música - Letra                                                 | Duración |  |
| 1.    | «Maria Magdalena»              | Kemmler/Löhr/Cretu - Palmer-James                              | 4:00     |  |
| 2.    | «In the Heat of the Night»     | Cretu/Kemmler - Löhr/Hirschburger                              | 5:01     |  |
| 3.    | «Little Girl»                  | Kemmler/Löhr/Cretu - Hirschburger                              | 3:10     |  |
| 4.    | «Innocent Love» (*)            | Kemmler/Herter - Müller/Hirschburger                           | 4:17     |  |
| 5.    | «Hi! Hi! Hi!» (*)              | Cretu/Kemmler - Cretu/Hirschburger                             | 4:10     |  |
| 6.    | «Loreen»                       | Peter/Cretu - Peter/Hirschburger                               | 4:11     |  |
| 7.    | «Midnight Man» (*)             | Kemmler/Cretu - Kemmler/Hirschburger                           | 3:04     |  |
| 8.    | «Everlasting Love»             | James "Buzz" Cason/Mac Gayden                                  | 3:41     |  |
| 9.    | «Stop for a Minute»            | Cretu - Hirschburger                                           | 4:04     |  |
| 10.   | «Heaven Can Wait»              | Cretu/Kemmler/Löhr - Hirschburger/Kemmler                      | 4:07     |  |
| 11.   | «Secret Land»                  | Gronau/Kemmler/Cretu/Björklund - Müller-Pi/Hirschburger/Hoenig | 4:02     |  |
| 12.   | «We'll Be Together»            | Kemmler/Löhr/Sandra C - Hirschburger/Kemmler                   | 3:47     |  |
| 13.   | «Around My Heart»              | Kemmler/Löhr/Sör Otto's/Peterson - Hirschburger/Kemmler        | 3:08     |  |
| 14.   | «Hiroshima»                    | David Morgan                                                   | 4:13     |  |
| 15.   | «(Life May Be) A Big Insanity» | Cretu - Cretu/Hirschburger                                     | 4:27     |  |
| 16.   | «One More Night»               | Cretu/Peterson - Cretu/Hirschburger                            | 3:41     |  |
| 17.   | «Don't Be Aggressive»          | Cretu - Hirschburger/Cretu                                     | 4:23     |  |
| 18.   | «Johnny Wanna Live»            | Cretu/Peterson - Cretu/Hirschburger                            | 3:47     |  |
| 71:13 |                                |                                                                |          |  |

## Personal
Detalles de producción
- Todos los temas producidos por Michael Cretu, excepto * producido por Michael Cretu y Armand Volker

Detalles del álbum
- Diseño de portada en 18 Greatest Hits: LMP
- Fotografía en 18 Greatest Hits: Steffen Jagenburg
- Diseño en The Essential: Nuit de Chine

## El vídeo
Acompañando al 18 Greatest Hits también se publicó por separado la versión de ese álbum en formato VHS. Contenía en orden cronológico todos los videoclips que se habían rodado hasta entonces para cada uno de los sencillos de Sandra, excepto el del «I Need Love», que, al igual que en el álbum recopilatorio, no estaba incluido en el videocasete.

## Posiciones
- Posiciones de 18 Greatest Hits en las listas de éxito:

| País (1992)  | Máxima posición |
| ------------ | --------------- |
| Alemania     | 10              |
| Bélgica (Va) | 5               |
| Francia      | 4               |
| Países Bajos | 81              |
| Suecia       | 36              |
| Suiza        | 27              |

### Certificaciones
| País     | Organismo certificador | Año certificación | Certificación | Ventas certificadas | Ref.  |
| -------- | ---------------------- | ----------------- | ------------- | ------------------- | ----- |
| Alemania | BVMI                   | 1993              | Oro           | 250 000             | [ 5 ] |
| Francia  | SNEP                   | 2001              | Platino       | 300 000             | [ 6 ] |